# Stefan Postma
Stefan Postma (* 10. Juni 1976 in Utrecht) ist ein niederländischer Fußballtorhüter. Das rund zwei Meter messende Eigengewächs des FC Utrecht sammelte zwischen 2002 und 2006 bei Aston Villa und den Wolverhampton Wanderers Erfahrung im englischen Fußball und spielt aktuell beim niederländischen Zweitligisten AGOVV Apeldoorn.

## Sportlicher Werdegang
Postma begann die Torwartkarriere in seiner Heimat beim FC Utrecht, bevor es ihn nach Doetinchem zu De Graafschap zog. Für 1,5 Millionen Pfund wechselte er am 14. Mai 2002 zum englischen Erstligisten Aston Villa, wo aufgrund des Weggangs von Peter Schmeichel zu Manchester City ein Kaderplatz auf der Torhüterposition frei geworden war. Er feierte sein Debüt bei den „Villans“ am 14. Oktober 2002, nachdem der neue Stammtorwart Peter Enckelman gegen den FC Southampton des Feldes verwiesen worden war und Postma diesen unmittelbar zu vertreten hatte. Auf den endgültigen Durchbruch wartete er jedoch vergebens; in der Saison 2002/03 bestritt er nur noch fünf weitere Partien in der Premier League. Auch in der Folgezeit kam er über die Rolle des Ersatztorhüters nicht hinaus. Der Weggang von Enckelman brachte ebenso wenig die erhoffte Beförderung, da mit dem Dänen Thomas Sørensen schnell Ersatz gefunden wurde, der seinerseits nun die „Nummer 1“ in Birmingham wurde.
Nach einer Reihe von Spekulationen über einen möglichen Nachfolgeklub wechselte Postma zu Beginn der Spielzeit 2005/06 auf Leihbasis zum Zweitligisten Wolverhampton Wanderers und unterschrieb dort im Januar 2006 einen kurzzeitigen Vertrag bis zum Ende der laufenden Saison. Da die „Wolves“ jedoch mittelfristig mit den zwischenzeitlich verletzten eigenen Torhütertalenten planten, verließ Postma bereits im Mai 2006 den Verein wieder und schloss sich in der heimischen Ehrendivision dem Klub ADO Den Haag an.
Sportlich verlief die Zeit in Den Haag wechselhaft. Bereits in seinem ersten Jahr stieg er aus der obersten niederländischen Spielklasse ab; dem folgte der direkte Wiederaufstieg über die Ausscheidungsspiele, wenngleich der Klub in der regulären Meisterschaftsrunde nur auf dem sechsten Rang und 19 Punkte hinter dem Vizemeister RKC Waalwijk abgeschlossen hatte, den man dann jedoch im Play-off-Finale besiegen konnte. Er kehrte im August 2008 für ein halbes Jahr zu De Graafschap zurück, versuchte danach vergeblich bei Sheffield United unter zu kommen und half danach kurzzeitig beim zyprischen Klub Ermis Aradippou aus.
Seit Juli 2009 spielt Postma beim niederländischen Zweitligisten AGOVV Apeldoorn.